# Чолобитна

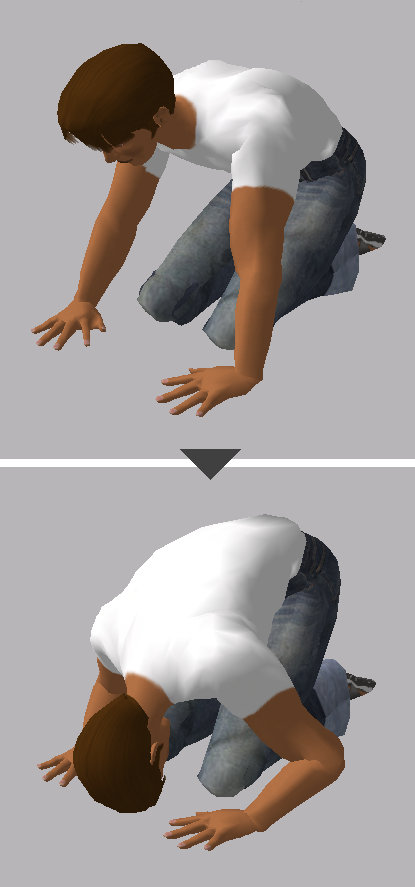
Биття чолом

Корейський ван Інджо б'є чолом перед цінським імператором Хуаном Тайцзі

Чолобитна, або чолобиття (кит. трад.: 叩頭; піньїнь: Kòutóu, «бити головою, чолом») — акт колінопреклоніння перед вищою особою, що супроводжується прикладанням лоба до землі (биттям чола) на знак цілковитої покірності. Земний уклін, кидання в ноги. Найбільш шаноблива форма звертання чи прохання до божества, монарха, господаря, високопосадовця тощо. Символізує тотальне визнання влади господаря, цілковите приниження себе заради отримання протекції або вигоди від нього. Поширена у східноазійських країнах (Китай, Корея, Японія, Монголія), Індії, ісламських (суджуд) і африканських країнах, а також країнах Східної Європи (Русь, Московія, Молдавія, Угорщина тощо). Найстарші приклади звичаю бити чолом походять з Єгипту, Китаю, Індії. 
На Русі, в Литві, Росії чолобитними також називались особисті чи групові звернення, скарги, клопотання, що подавалися до органів влади. Аналог європейської супліки (лат. supplicatio).

## Китай

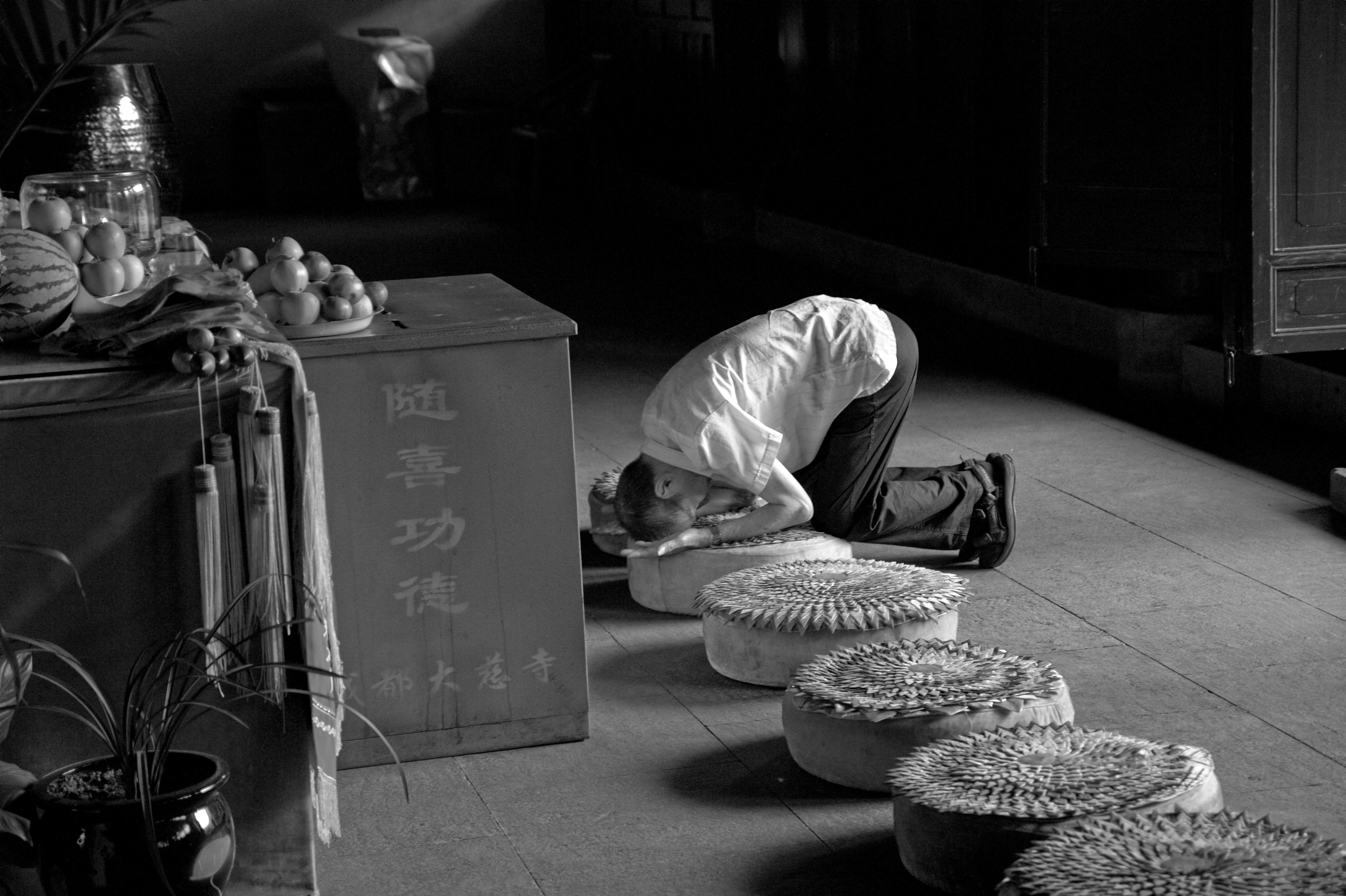
Китаєць у храмі (2008)

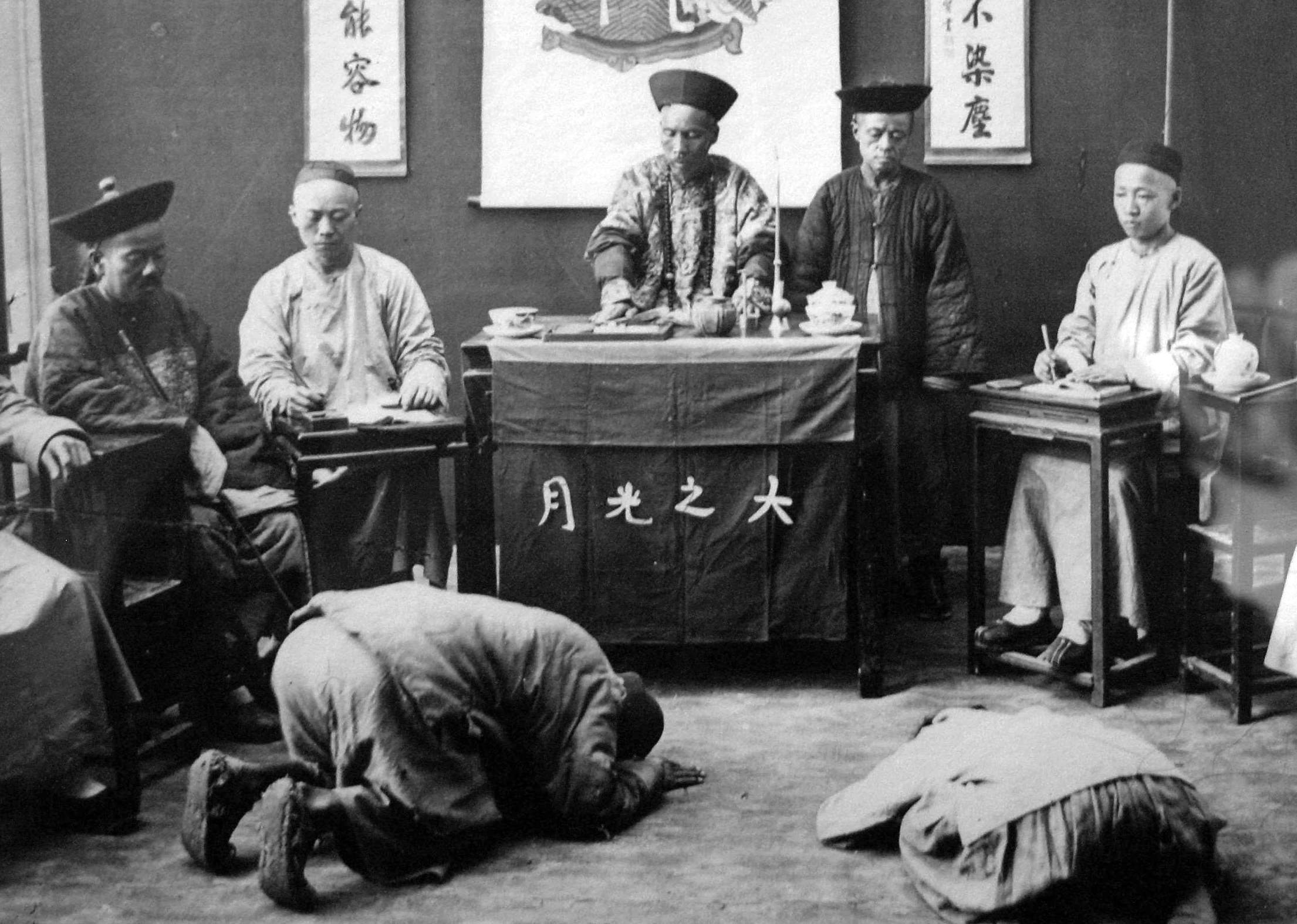
Китаєць у цінському суді (1889)

Чолобиття (коутоу) — це акт глибокої поваги, що виражається через уклін. Виконується ставанням на коліна та поклоном настільки низько, щоби голова торкнулася землі. Альтернативний китайський термін — «кетоу»; проте значення дещо змінено: «коу» (叩) має загальне значення «стукіт», тоді як «ке» (磕) має загальне значення «доторкатися (поверхні)», а «тоу» (頭) означає «голова». Звичай цей, імовірно, виник між періодом Весни та Осені або періодом Воюючих держав, оскільки він, як відомо, існував до часів першої імператорської династії Цінь (221 рік до н.е — 206 рік до н.е).
Згідно з китайським імператорським протоколом, чолобиття виконували перед Сином Неба. Залежно від ситуації, використовувалися різні види. У найбільш урочистих церемоніях, наприклад, на коронації нового імператора, піддані проводили церемонію «дев'ятикратного чолобиття» (кит.: 三跪九叩頭) — трьох почергових колінопреклонінь, кожне з яких супроводжується трьома земними поклонами.
Оскільки урядовці представляли велич імператора під час виконання своїх обов'язків, простолюдини також повинні були звертатися до них через чолобитні у формальних ситуаціях. Наприклад, простолюдин повинен був стати на коліна перед місцевим урядовцем.
Оскільки конфуціанське вчення вимагає великої пошани до батьків, бабусі й дідуся, від дітей також вимагали бити чолом до їхніх старших предків. Наприклад, на весіллі молода пара традиційно виконувала чолобиття обом парам батьків, як підтверждення заборгованості за їх виховання.
Конфуцій вважав що існує природна гармонія між тілом і розумом, і отже, будь-які дії виражені через тіло, будуть передані розуму. Оскільки тіло знаходиться в розпростертому положенні під час чолобиття, ідея полягає в тому, що людина, звичайно, буде відчувати глибоку повагу. Конфуціанська філософія стверджувала, що повага є важливою для суспільства, зробивши поклоніння важливим ритуалом.
1816 року китайський імператор відмовився приймати британського посла Амхерста, за те, що той не дотримався церемоніалу коутоу. 
Від цієї назви походить англійське слово kowtow. 

## Корея
Чолобиття (кор. 고두, 叩頭, godu, году) поширилося в Кореї з Китаю на початку нашої ери. Корейські правителі, такі як Інджон, присягали на колінах на вірність китайським імператорам. Усередині Кореї звичай чолобиття був поширений на всіх щаблях соціальної ієрархії — від ванського двору до селянської сім'ї. Корейці віддавали шану, б'ючи чолом перед правителем, чиновниками, вчителями, батьками тощо.

## Росія

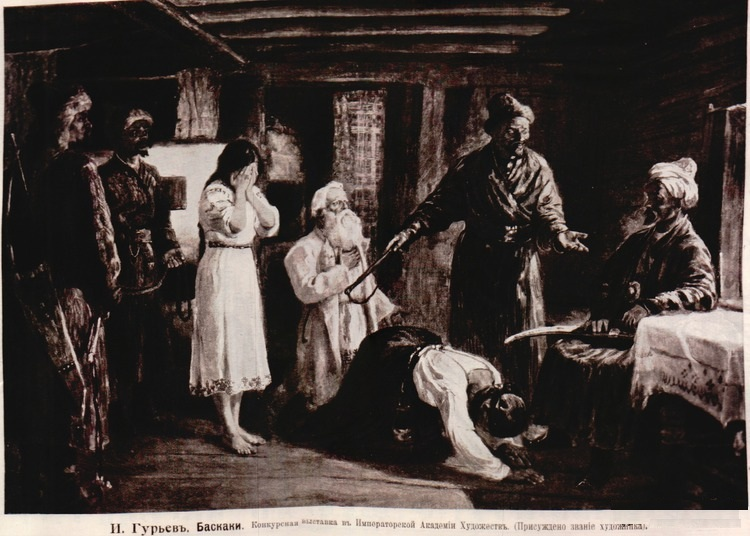
Баскаки (Гурьев, до 1943)

Звичай чолобиття був поширений в Московії і Росії. 

### Скарги-чолобитні
Чолобитними також називались скарги, клопотання, що подавалися до судів, органів державної влади. Подавалися як від окремої особи, так і від групи осіб.
Рішенням Земського собору 1549 року у Великому князівстві Московському було встановлене Право на подання Чолобитної та закріплено в Судебнику 1550 року. Того ж року утворено Чолобитний приказ, що розглядав і перевіряв чолобитні та фактично був найвищою апеляційною та контрольною інстанцією в Московському царстві. У 1677 році Чолобитний приказ був об'єднаний з Володимирським судним приказом.

### Чолобитні 1763
1763 К. Розумовський після участі в палацовому перевороті у Санкт-Петербурзі (1762) прибув до Глухова. Тут він і вищі посадові особи його адміністрації підготували на ім'я імператриці Катерини II дві чолобитні. Одна стосувалася поліпшення вищої освіти в Гетьманщині, а саме: передбачалося перетворити Київську академію (див. Києво-Могилянська академія) на університет і заснувати університет у м. Батурин. У другій було клопотання про відновлення давніх прав України та визнання спадковості гетьманства за родиною Розумовських. Такі наміри викликали гостре невдоволення Катерини II і дали їй привід для остаточного скасування влади гетьмана та перетворення Малоросії на одну з провінцій Російської імперії.

## Русь-Україна
Чолобиття (ст.-укр. чолобитье, чоломъбитья), як форма звертання, було відомим на Русі після монгольської навали. 
За литовсько-польської доби в староукраїнських грамотах та листах князів XIV століття зустрічаються вирази «билъ намъ чоломъ» (1322, 1342) у значенні «звертався до нас, прохав нас уклінно». 
У грамоті польського короля Сигізмунда за 1507 рік, якою він визначає правові стосунки між євреями і християнами у Литві, зазначається: «Били Намъ чоломъ жидове Наши: зъ Берестья, съ Троковъ, зъ Городна, зъ Луцка, зъ Володимера и зъ иншихъ местъ Нашихъ Великого Князьства Литовского».
У листі Івана Мазепи за 1699 рік чолобиття згадується у значенні уклінного прохання до російського царя: «воздаю йому ж, великому государю, його царській пресвітлій величності, моє піддане чолобиття і прошу його, монаршого, щодо того догляду»

## Японія
Чолобиття (яп. 土下座, dogeza, догедза, «сидіння на землі») в Японії поширилося з Кореї та Китаю на початку нашої ери. У «Переказі про людей ва Записів Вей» згадується, що японці III ст. вшановували старших сидячи на землі й плескаючи у долоні. Звичай бити чолом був звичним при дворі імператора, аристократичних і самурайських домах. Так само як в Китаї і Кореї чолобиття вважалося найвищим проявом шани і покірності.
У наш час триразову чолобитну японського зразка подають на заняттях з японських бойових мистецтв як частину ритуалу: доземний уклін вчителю (Сенсей ні-рей), доземний уклін голові школи (Шихан ні-рей), доземний уклін полю тренування (Доджьо ні-рей). Кожному поклону передує наказ сенсея, а поклони виконуються у ритуальній позиції сейдза.

### Монографії
- Духовная культура Китая. Том 4. Историческая мысль. Политическая и правовая культура. / Редакторы тома М. Л. Титаренко, Л. С. Переломов, В. Н. Усов, С. М. Аникеева, А. Е. Лукьянов, А. И. Кобзев. 2009. 935 стр. Уч.-изд. л. 105,6.
- Русско-китайские отношения в XIX веке: 1803-1807. М. Б Давыдова, ‎С. Л. Тихвинский, ‎Институт Дальнего Востока (Российская академия наук). М. 1995.

### Довідники
- Супліка // Українська мала енциклопедія : 16 кн. : у 8 т. / проф. Є. Онацький. — Накладом Адміністратури УАПЦ в Аргентині. — Буенос-Айрес, 1966. — Т. 8, кн. XV : Літери Ст — Уц. — С. 1863. — 1000 екз.
- Дипломатический словарь. М: Государственное издательство политической литературы. А. Я. Вышинский, С. А. Лозовский. 1948.